# Chocolate de las Fuerzas Armadas de Estados Unidos
El chocolate de las Fuerzas Armadas de Estados Unidos ha formado parte de las raciones de combate estándar de las Fuerzas Armadas de los Estados Unidos desde 1937, y se utiliza como parte de las raciones básicas de campo de los soldados. Las raciones de chocolate servían a dos propósitos: incrementar la moral de las tropas y aportar gran valor calorífico ocupando poco espacio.
Las raciones se suelen producir en lotes especiales que cumplen con las especificaciones militares establecidas en cuanto al peso, tamaño y caducidad. La gran mayoría del chocolate producido para personal militar es producido por la Hershey Company.
Cuando el chocolate se suministra como ración de emergencia, el chocolate militar lleva una forma muy diferente de las barras habituales. Teniendo en cuenta que su función es ser una fuente de alimento rápido de emergencia, proporcionando hidratos de carbono, los oficiales subrayaron que no debía ser tentador para los soldados el comerlo antes de que realmente lo necesitaran. Son barras que, por tanto, no tienen en cuenta el sabor, sino la capacidad de resistencia al calor y el valor nutritivo, siendo a la vez fáciles de transportar.
El hecho de que pudiesen aguantar altas temperaturas era extremadamente importante, dado que los soldados de infantería estarían a la intemperie, a menudo en lugares muy cálidos (condiciones desérticas o tropicales), con las barras en los bolsillos y pegadas a su cuerpo. En esas condiciones cualquier barra de chocolate normal se derretiría en cuestión de minutos.

## Hershey Company en la guerra
La primera ración de barra de chocolate de emergencia encargada por las Fuerzas Armadas de los Estados Unidos fue la llamada Ration D Bar. El coronel Paul Logan se dirigió a Hershey's Chocolate en el mes de abril de 1937 y se reunió con William Murrie, presidente de la compañía, y Sam Hinkle, el químico en jefe. Milton Hershey estuvo extremadamente interesado en el proyecto cuando se le informó de la propuesta, y tras la reunión se inició la primera producción experimental de la Ration D Bar.
El Coronel Logan expuso cuatro requerimientos para la Ration D Bar. Esta debería: 
1. Pesar 4 onzas;
2. Tener un alto valor energético;
3. Ser capaz de soportar altas temperaturas;
4. Saber "un poco mejor que papas hervidas".

Logan creía que si el chocolate sabía bien, las tropas se lo comerían habitualmente en lugar de reservarlo como comida de emergencia.
El jefe de químicos, Hinkle, se vio obligado a desarrollar métodos de producción enteramente nuevos para producir las barras. El equipo de producción del chocolate había sido construido para mover una mezcla fluida de chocolate y harina en moldes prefabricados pero, sin embargo, la fórmula de chocolate resistente al calor era una pasta pegajosa que no fluiría a ninguna temperatura. Para poder producir las barras, cada porción de cuatro onzas tenía que ser amasada, pesada y presionada a mano dentro de un molde, de forma completamente artesanal. El resultado final era un bloque duro de chocolate color café oscuro que solo se podía partir con algo de esfuerzo.
El paquete de tres barras de chocolate de cuatro onzas de peso se suministraría al soldado de combate para que pudiese aportarle las 1,800 calorías de sustento mínimo recomendado al día. Por otra parte, y además del sabor poco atractivo de la Ration D, se incluyó en su composición un supresor del apetito, para evitar que los soldados las engullesen.
El Coronel Logan quedó complacido con el primer lote de muestras, y en junio de 1937 las Fuerzas Armadas de Estados Unidos ordenaron un pedido de 90.000 "barras Logan", que fueron probadas en las bases militares de Filipinas, Panamá, en la frontera de Texas y en otras bases de los Estados Unidos. Algunas barras llegaron incluso a formar parte de los suministros de la tercera expedición a la Antártida del Almirante Byrd. Las pruebas dieron buenos resultados, por lo que las Fuerzas Armadas comenzaron a hacer pedidos irregulares de las barras.
Cuando los Estados Unidos se involucraron en la Segunda Guerra Mundial tras el ataque a Pearl Harbor, se ordenó que las barras fueran enviadas en envases a prueba de armas químicas. Se hicieron otros numerosos cambios en el envasado de las barras, en función de la escasez de recursos y de las solicitudes del ejército entre 1941 y 1945.
En 1943, la División de Suministros de las Fuerzas Armadas comentó a Hershey la posibilidad de producir un estilo de chocolate con el sabor algo mejorado, pero que todavía aguantase el calor extremo. Tras un corto periodo de experimentación, la Hershey Company comenzó a producir su nuevo producto, el Hershey's Tropical Bar. Esta era más parecida a las barras de chocolate normales, tanto en forma como en sabor. Sin embargo, muchos soldados seguían notando que el chocolate era tosco y poco apetecible, si bien era perfecto como comida rápida en el campo de batalla, o como material para el trueque.
Se estima que entre 1940 y 1945 se produjeron más de 3.000 millones de barras de estos dos tipos, y que se distribuyeron a los soldados en todo el mundo. En 1939, la planta de Hershey era capaz de producir unas 100.000 raciones de barras de chocolate al día, pero al final de la Segunda Guerra Mundial su capacidad de producción se había incrementado hasta el punto de producir 24 millones de barras a la semana.
Por sus servicios en la guerra, la compañía recibió cinco condecoraciones del ejército tipo 'E' por la calidad y cantidad de su producción.

## Desde la posguerra hasta la actualidad
La producción de la Ration D bar finalizó una vez terminada la guerra. Sin embargo, la Hershey's Tropical Bar permaneció como ración estándar de chocolate de las Fuerzas Armadas de los Estados Unidos. Estuvo presente en la guerra de Corea y en la Guerra de Vietnam, e incluso volvió brevemente a retomar la fama cuando fue incluida a bordo del Apolo 15 en julio de 1971.
En la Guerra del Golfo la compañía Hershey probó un nuevo compuesto de chocolate para muy altas temperaturas con el que crearon la llamada Desert Bar. Se enviaron 144.000 barras de este nuevo tipo a las tropas ubicadas en el golfo, como prueba de mercado. Según los datos de la compañía, la barra podía aguantar el calor hasta los 60 grados centígrados. Por otra parte, si bien los portavoces del ejército dijeron que el sabor de la barra era bueno, la reacción entre los soldados estuvo bastante dividida, y la barra no llegó a ser producida de forma comercial.